# Parafia św. Stanisława Biskupa i Męczennika w Cleveland

Wnętrze Sanktuarium przy Parafii św. Stanisława Biskupa i Męczennika w Cleveland

Parafia św. Stanisława Biskupa i Męczennika w Cleveland (ang. St. Stanislaus Bishop and Martyr Parish) – parafia rzymskokatolicka położona w Cleveland w stanie Ohio w Stanach Zjednoczonych.
Jest ona wieloetniczną parafią w diecezji Cleveland, z mszą św. w j. polskim dla polskich imigrantów.
Ustanowiona 1873 roku i dedykowana św. Stanisławowi ze Szczepanowa.
 Kościół jest na liście zarejestrowanych obiektów historycznych w Cleveland, Ohio.

## Historia
W 1873 roku biskup Cleveland, Richard Gilmour, zatwierdził powstanie parafii św. Stanisława Biskupa i Męczennika. Pierwsze nabożeństwa odbyły się w opuszczonym kościele Matki Bożej.
W 1876 Amasa Stone, właściciel Newburgh Rolling Mills, ogłosił w Polsce nabór do swojej firmy. Tysiące Polaków przyjechało w okolice Newburgh w Cleveland. Z powodu tej imigracji, konieczne było nowe miejsce kultu by pomieścić więcej parafian. W 1879 roku Franciszkanin Wolfgang Janietz, OFM, przeniósł centrum kultu do kościoła św. Józefa przy Woodland Avenue.
W 1881 roku mały kościół został wybudowany, ze szkołą na parterze i kościołem na pierwszym piętrze. W 1885 parafia liczyła około 600 rodzin i większy kościół był potrzebny.

Ks. Antoni Franciszek Kołaszewski, który był wówczas proboszczem parafii św. Stanisława Biskupa i Męczennika, podjął się zadania budowy obecnego kościoła. Kamień węgielny położono w 1886 roku a struktura kościoła została ukończona w 1891 roku.
Od 1906 roku, nadzór nad parafią przejął zakon franciszkanów.
Ze względu na rosnącą liczbę dzieci w wieku szkolnym, nowy budynek szkoły został wybudowany w 1907 roku, co zbiegło się z przyjazdem Sióstr Świętej Rodziny z Nazaretu. Szkoła została zaprojektowana przez ojca Leonard Darscheid, OFM, z Prowincji Najświętszego Serca Pana Jezusa.

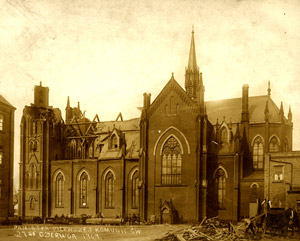
Fasada kościoła św. Stanisława uszkodzona przez tornado w 1909 roku

21 kwietnia 1909 roku, tornado zniszczyło bliźniacze wieże na fasadzie kościoła i dach. Odbudowano kościół w ciągu roku, z tym, że władze miejsce nie zezwoliły na odbudowę wież do pierwotnej wysokości.
Wielu dostojników kościelnych odwiedziło parafię św. Stanisława Biskupa i Męczennika. W 1969 roku, wówczas kardynał Karol Wojtyła, późniejszy papież Jan Paweł II odwiedził kościół. Jego Świątobliwość podarował relikwie św. Stanisława, polskiej społeczności w Cleveland.

W 1999 roku parafie odwiedził Lech Wałęsa, były prezydent Polski i przywódca „Solidarności”.
Według ksiąg parafialnych, 127 mężczyzn i kobiet z parafii św. Stanisława Biskupa i Męczennika, przyjęło święcenia kapłańskie lub zakonne.
Dwie franciszkańskie prowincje służyły parafii św. Stanisława Biskupa i Męczennika
Prowincja Najświętszego Serca (1906–1988}
Prowincja Wniebowzięcia Najświętszej Maryi Panny (1989 do chwili obecnej).
Z dniem 8 maja 2004 roku, Kościół został podniesiony do rangi Sanktuarium św. Stanisława Biskupa i Męczennika.
W 2012 roku franciszkanie opuścili parafię po 105 latach służby.

## Szkoły
- St. Stanislaus Elementary School
- Central Catholic High School

## Grupy parafialne
- Dad's Club
- Golden Agers
- PTU
- Lil Bros
- English Choir
- Polish Choir
- AA & Al-Anon
- Youth Group
- CYO
- Avilas
- Eucharistic Ministers
- Ushers
- Mass Servers
- Athletic Club
- Lectors

## Nabożeństwa w języku polskim
Niedziela – godz, 10:00